# Qakma Corona
La Qakma Corona è una struttura geologica definita come corona della superficie di Venere, localizzata nel quadrangolo di Ganiki Planita. In totale, l'intera struttura ha un diametro di 130 km.
Riceve il nome in onore di Qakma, divinità femminile delle culture Nuxalk del Canada.